# Bearpaw Bay
Bearpaw Bay – zatoka jeziora Jackson Lake na terenie hrabstwa Teton w Wyoming.